# Vladimir Vujasinović
Vladimir „Vlada“ Vujasinović (serbisch-kyrillisch Владимир „Влада“ Вујасиновић; * 14. August 1973 in Rijeka, Jugoslawien) ist ein ehemaliger serbischer Wasserballspieler. Mit der Mannschaft von Serbien und Montenegro und mit der serbischen Nationalmannschaft gewann er bei Olympischen Spielen je eine Silbermedaille und zwei Bronzemedaillen. Bei Weltmeisterschaften erkämpfte er einmal Gold, einmal Silber und zweimal Bronze. Hinzu kamen drei Goldmedaillen sowie eine Silbermedaille bei Europameisterschaften.

## Karriere
Der 1,87 Meter große Vladimir Vujasinović spielte von 1991 bis 1994 bei VK Roter Stern Belgrad, in dieser Zeit war er zweimal Meister von Serbien und Montenegro. Es folgten drei Jahre und drei Meistertitel bei CN Barcelona. Nach einem Jahr bei VK Partizan Belgrad wechselte Vujasinović nach Italien und spielte von 1998 bis 2001 bei AS Rom und gewann den Meistertitel 1999. Von 2001 bis 2008 war er bei Pro Recco und war in dieser Zeit an vier Meistertiteln beteiligt. Zum Abschluss seiner Karriere war er dann wieder bei Partizan Belgrad.
Mit der Studentenauswahl von Serbien und Montenegro gewann Vladimir Vujasinović 1995 die Goldmedaille bei der Universiade in Fukuoka. Ab 1996 spielte er auch in der Nationalmannschaft. Bei den Olympischen Spielen in Atlanta unterlag die Mannschaft im Viertelfinale den Kroaten mit 6:8. In der Platzierungsrunde unterlagen die Serben zweimal und wurden Achte. Vujasinović erzielte 14 Treffer. 1997 gewann die Mannschaft bei den Mittelmeerspielen in Bari im Finale gegen die Kroaten. Im Jahr darauf bei der Weltmeisterschaft 1998 in Perth unterlag die Mannschaft aus Serbien und Montenegro im Halbfinale den Spaniern mit 3:5. Mit einem 9:5 gegen Australien im Spiel um Bronze erreichte die Mannschaft noch die Medaillenränge. Vujasinović warf sieben Turniertore, drei davon im Spiel um Bronze. Bei den Olympischen Spielen 2000 in Sydney gewann die Mannschaft ihre Vorrundengruppe vor Kroaten und Ungarn. Nach einem Viertelfinalsieg über die Australier verlor die Mannschaft das Halbfinale gegen die Ungarn mit 7:8. Im Spiel um Bronze siegte das Team mit 8:3 gegen Spanien. Vujasinović warf drei seiner fünf Turniertore im Spiel um den dritten Platz.
2001 bei der Europameisterschaft in Budapest besiegten die Jugoslawen im Viertelfinale die Spanier, im Halbfinale die Kroaten und im Finale die Italiener. Vladimir Vujasinović wurde zum Most Valuable Player des Turniers gewählt. Einen Monat später bei der Weltmeisterschaft in Fukuoka gewannen die Jugoslawen das Halbfinale gegen die Russen. Im Finale unterlagen sie den Spaniern mit 2:4. Zwei Jahre später bei der Europameisterschaft in Slowenien erreichte die Mannschaft von Serbien und Montenegro mit einem 11:7-Halbfinalsieg über die Russen das Endspiel, dort besiegte die Mannschaft die Kroaten mit 9:8 nach Verlängerung. Vujasinović warf im Turnierverlauf acht Tore. Einen Monat später wurde in Barcelona die Weltmeisterschaft 2003 ausgetragen. Nach einer Halbfinalniederlage gegen Italien besiegte die Mannschaft aus Serbien und Montenegro im Spiel um den dritten Platz die Griechen mit 5:3. Bei den Olympischen Spielen 2004 in Athen belegte die Mannschaft aus Serbien und Montenegro in der Vorrunde den zweiten Platz hinter den Ungarn, den direkten Vergleich gewannen die Ungarn mit 6:4. Mit einem 7:5 über Spanien und einem 7:3 gegen Griechenland erreichte die Mannschaft aus Serbien und Montenegro das Finale. Dort verlor sie mit 7:8 gegen die Ungarn. Vujasinović warf drei Turniertore. 2005 nahm die Mannschaft aus Serbien und Montenegro letztmals gemeinsam an einem Turnier teil. Bei der Weltmeisterschaft in Montreal besiegte das Team im Halbfinale die Kroaten mit 5:4 und im Finale die Ungarn mit 8:7.
Nach der Unabhängigkeit Montenegros war Serbien 2006 Gastgeber der Europameisterschaft in Belgrad. Die serbische Nationalmannschaft gewann ihre Vorrundengruppe und bezwang im Halbfinale die Rumänen mit 13:6. Im Finale siegten die Serben mit 9:8 gegen Ungarn. Bei der Europameisterschaft 2008 in Malaga trafen im Finale die Mannschaften aus Montenegro und aus Serbien aufeinander. Montenegro siegte in der Verlängerung mit 6:5 und gewann damit den ersten Titel bei einer internationalen Meisterschaft für das seit 2006 unabhängige Montenegro. Bei den Olympischen Spielen in Peking wurden die Serben in ihrer Vorrundengruppe Dritte. Im Viertelfinale bezwangen sie die Spanier mit 9:5. Nach der 5:10-Niederlage gegen das Team aus den Vereinigten Staaten siegten die Serben im Spiel um Bronze mit 6:4 gegen die Montenegriner, in diesem Spiel erzielte Vladimir Vujasinović das letzte seiner zwölf Tore bei diesem Olympiaturnier.
Von 2012 bis 2016 war Vujasinović Trainer bei Partizan Belgrad, danach coachte er zwei Jahre Pro Recco. Nach drei Jahren bei Novi Belgrad ging er 2022 als Trainer nach Griechenland.